# Крабі
Крабі (тай. กระบี่) — місто на півдні Таїланду, адміністративний центр провінції Крабі та округу Крабі.
Населення — 52 867 осіб (2010).
Місто розташоване на березі Андаманського моря, у гирлі річки Крабі. Основа економіки, як і всієї провінції — туризм. Для перевезення туристів поблизу міста в 1999 році був побудований аеропорт Крабі, який обслуговує рейси усередині провінції і на острів Пхукет.

## Географія
Крабі знаходиться за 783 км на південь від Бангкока (якщо вимірювати по дорозі).

### Клімат
Місто знаходиться у зоні, котра характеризується мусонним кліматом. Найтепліший місяць — квітень із середньою температурою 28.9 °C (84 °F). Найхолодніший місяць — листопад, із середньою температурою 26.7 °С (80 °F).
| Клімат Крабі            | Клімат Крабі | Клімат Крабі | Клімат Крабі | Клімат Крабі | Клімат Крабі | Клімат Крабі | Клімат Крабі | Клімат Крабі | Клімат Крабі | Клімат Крабі | Клімат Крабі | Клімат Крабі | Клімат Крабі |
| Показник                | Січ.         | Лют.         | Бер.         | Квіт.        | Трав.        | Черв.        | Лип.         | Серп.        | Вер.         | Жовт.        | Лист.        | Груд.        | Рік          |
| Середній максимум, °C   | 32,2         | 32,8         | 33,9         | 33,9         | 33,9         | 32,2         | 32,2         | 31,1         | 31,1         | 31,1         | 30           | 31,1         | 32,1         |
| Середня температура, °C | 27,2         | 27,8         | 28,3         | 28,9         | 28,9         | 28,9         | 28,3         | 27,8         | 27,8         | 27,8         | 26,7         | 27,2         | 28           |
| Середній мінімум, °C    | 22,2         | 22,2         | 22,8         | 23,9         | 23,9         | 25           | 23,9         | 23,9         | 23,9         | 23,9         | 22,8         | 22,8         | 23,4         |
| Норма опадів, мм        | 53           | 24           | 49           | 124          | 292          | 245          | 260          | 246          | 355          | 325          | 252          | 108          | 2333         |
| Днів з опадами          | 6            | 3            | 5            | 11           | 22           | 20           | 20           | 20           | 23           | 22           | 17           | 10           | 179          |
| ----------------------- | ------------ | ------------ | ------------ | ------------ | ------------ | ------------ | ------------ | ------------ | ------------ | ------------ | ------------ | ------------ | ------------ |
| Джерело: Weatherbase    |              |              |              |              |              |              |              |              |              |              |              |              |              |